# Unterseen
Unterseen är en ort och kommun i distriktet Interlaken-Oberhasli i kantonen Bern, Schweiz. Kommunen har 5 738 invånare (2023).
Orten Unterseen är sammanvuxen med orterna Interlaken och Matten.

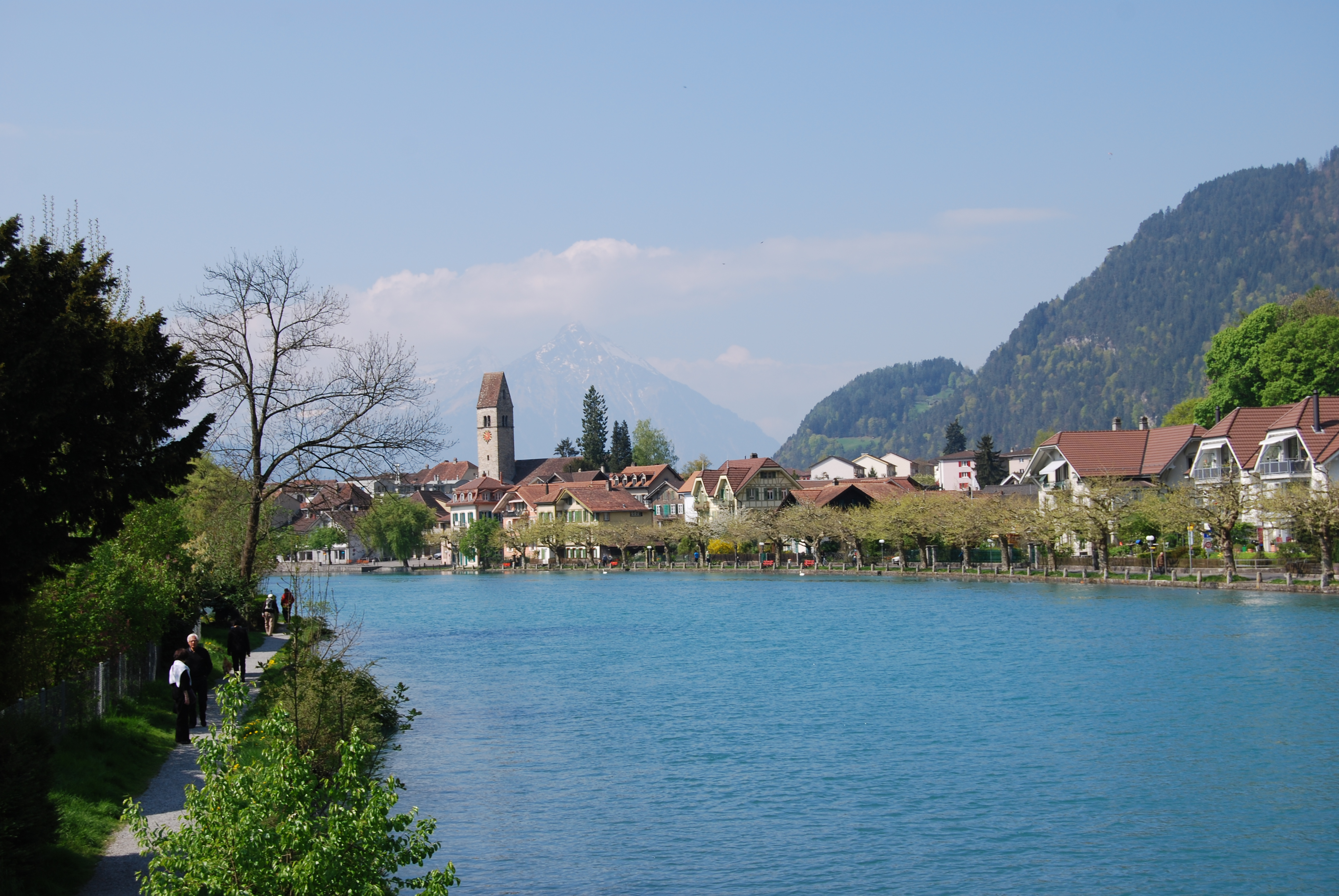
Unterseen